# Полина Дашкова
Поли́на Да́шкова (настоящее имя Татья́на Ви́кторовна Поляче́нко, род. 14 июля 1960 или 14 июня 1960, Москва) — российская писательница детективного жанра.

## Биография
В 1979 году поступила в Литературный институт имени А. М. Горького. Во время обучения на 5 курсе была принята на работу литературным консультантом в журнал «Сельская молодёжь». В 1990-е годы была заведующей отделом литературы и искусства в российско-американском еженедельнике «Русский курьер».

## Личная жизнь
Отчим Поляченко Виктор Владимирович (1936—1986) — математик, заведующий лабораторией ВЦ АН СССР. Мать Поляченко Татьяна Леонидовна (род. 1939) — телевизионный режиссёр.
Муж Шишов Алексей Витальевич (1960—2010) — режиссёр-документалист.
Дочь Анна (род. 1986 г.) окончила исторический факультет МГУ и спустя год оканчивает ВГИК (мастерская Мирошниченко С. В.) по специальности «режиссёр неигрового кино».
Дочь Дарья (род. 1993 г.) учится во ВГИКе на художественном факультете по специальности «художник-мультипликатор».

## Творческая деятельность
Дебютировала как поэт. Печаталась в журналах «Сельская молодёжь», «Юность», «Истоки», альманахе «Молодые голоса».
Автор детективных и исторических романов. Первая же её книга «Кровь нерожденных» (1996) принесла широкую известность. Её книги переведены на немецкий, французский, китайский, датский, испанский, польский и венгерский языки.
Свой литературный псевдоним выбрала по имени младшей дочери Даша (Дашкова) и производную от своей фамилии (Полина). Иногда представляется как Дашкова Полина Викторовна.

## Книги
- Кровь нерождённых (1996)
- Место под солнцем (1999)
- Золотой песок (1999)
- Эфирное время (2000)
- Чеченская марионетка, или Продажные твари (2000)
- Питомник (2000)
- Образ врага (2000)
- Лёгкие шаги безумия (2000)
- Никто не заплачет (1998)
- Чувство реальности (2002)
- Херувим (2003)
- Качели (2003)
- Приз (2004)
- Игра во мнения (2006)
- Вечная ночь (2006)
- Источник счастья (2007)
- Источник счастья. Книга 2. Misterium Tremendum. Тайна, приводящая в трепет (2008)
- Источник счастья. Книга 3. Небо над бездной (2009)
- Точка невозврата (2010)
- Пакт (2012)
- Соотношение сил[4] (2014)
- Горлов тупик (2019)

## Экранизации
- «Место под солнцем», сериал, 2004
- «Херувим», сериал, 2005